# Битва при Тигранакерте
Би́тва при Тигранаке́рте — сражение Третьей Митридатовой войны между армиями Римской республики и Великой Армении, произошедшее 6 октября 685 г. от основания Рима 69 года до н. э. при Тигранакерте. Несмотря на значительный численный перевес многонациональной армии Великой Армении, в основном, без учёта катафрактариев, она состояла из сырых рекрутов и крестьянских войск из её обширной империи, что привело к поражению армянской стороны, после которого, несмотря на последующие победы, случилось отпадение вассальных царств, провальное вторжение парфянских войск Фраата III и даже восстание собственных детей Тиграна II, что привело к подписанию Арташатского мирного договора из-за невозможности воевать на два фронта.
Непосредственным результатом сражения стал захват римлянами Тигранакерта, столицы Великой Армении.

## Предыстория

Империя Тиграна Великого

Завоевания Тиграна на Ближнем Востоке привели к созданию армянской империи, границы которой простирались от Чёрного моря и реки Куры на севере до Набатеи на юге, и от Мидии на востоке до римской Киликии и Каппадокии на западе. Совместно с отцом своей жены Клеопатры, царём Понта Митридатом VI, Тигран смог аннексировать часть территорий Парфии и Месопотамии в районе Леванта. В завоёванной им Сирии он построил один из четырёх Тигранакертов, который стал центром его сирийских владений. Чтобы населить новый город, Тигран заселил его большим количеством пленённых евреев, а также насильно переселил в Тигранакерт обитателей разорённых городов Каппадокии, Коммагены, Адиабены, Ассирии и Гордиены, которые были им покорены около 77 года до н. э.
. Тигранакерт процветал, став одним из центров эллинистической культуры на Ближнем Востоке. Город был построен таким образом, что мог выдерживать длительную осаду: он представлял собой сооружение, окружённое высокой 25 метровой стеной, которая была столь широкой и толстой, что внутрь её были встроены конюшни для лошадей. Неподалёку от городских стен, снаружи, располагался дворец царя, вокруг которого были созданы охотничьи парки и пруды для рыбной ловли. Также поблизости был выстроен сильно укреплённый замок.
Однако армянская гегемония в этом регионе приближалась к концу с неудачами Митридата в войне с Римом на западе. После очередного поражения, нанесённого ему римским полководцем Луцием Лицинием Лукуллом, Митридат спасся бегством и укрылся во владениях своего зятя Тиграна. Узнав об этом, Лукулл отправил в Антиохию посла Аппия Клавдия с требованием выдать беглеца под угрозой войны с Римом. Однако Тигран отказался выдать главного врага Рима того времени, заявив, что предпочтёт воевать. Лукулл был удивлён таким ответом и в 70 году до н. э. начал планировать нападение на Армению, которое якобы должно было состояться без объявления войны, хотя инструкции Сената не позволяли ему таких действий.
Летом в 69 году до н. э. Лукулл и его войска вторглись в Каппадокию, после чего форсировали Евфрат и вошли в область Цопк Великой Армении, в которой был расположен Тигранакерт. Весть о вторжении римлян для Тиграна была полной неожиданностью, он был удивлён их скоростью продвижения, чему во многом способствовали подговорённые Римом города. Поход Лукулла был настолько стремительным, что Тигран узнал о нём с большим опозданием, когда уже поздно было что-либо изменить. Едва пришла весть о начале войны, как враги уже подступили к стенам его столицы. Не ожидавший столь быстрого наступления римских войск царь Армении, дабы задержать продвижение Лукулла, посылает генерала Митробазана с 2-3 тысячами солдат навстречу римскому войску. Надолго задержать римлян не удалось, генерал со своим войском был разбит. Узнав о поражении своего генерала, Тигран, поручив защиту города одному из приближённых, отправляется за армией вглубь страны, в Таврские горы. Однако у Тиграна не было времени для того, чтобы собрать полноценную армию, Лукулл послал двух своих полководцев с целью отвлечь и помешать Тиграну. Первый, Мурена, мешал Тиграну, второй, Секстилий, выдвинулся в сторону идущей для воссоединения с Тиграном арабской армии. Воспользовавшись тем, что армия Тиграна отвлечена, Лукулл осадил Тигранакерт, но сил для штурма большого многолюдного города у него было недостаточно.

## Ход сражения

### Положение и состав армий
Ко времени начала осады город ещё не был до конца отстроен, большая часть населения не была верна Тиграну, так как тот насильно переселил их в свою столицу из покорённых и разрушенных им городов. За оборону города отвечал оставленный Тиграном Великим полководец Манкей
С подходом римских войск вдоль стен Тигранакерта была установлена осадная техника для взятия города, однако она была уничтожена обороняющимися при попытке штурма с помощью горящего керосина. Использование керосина в военных целях армией Тиграна Великого возможно явилось первым случаем в истории, когда использовалось химическое оружие.

После длительной и безуспешной осады города, тогда, когда Тигран только подходил к городу, он послал около 6000 всадников в Тигранакерт для вызволения своей жены Клеопатры из осаждённого города. Всадники прорвались через укрепления римлян к гарнизону и, забрав жену царя, вновь возвратились. Позже к Тигранакерту подошёл со своим войском Тигран, который стал лагерем на холме возле города, таким образом соотношение сил перед сражением было примерно 1:2 в пользу армянского царя. Согласно римскому историку того времени Аппиану, взойдя на холм, армянский царь, увидев римское войско, произнёс: 
Если это послы, то их много, если же враги, то их чересчур мало.
Армянская армия начала готовиться к битве. Митридат, поверженный ранее римлянами, советовал Тиграну окружить и лишить римлян подвоза продовольствия, после чего, измотав противника, добить его. Однако армянский царь, имевший свой план ведения боя, не внял совету имевшего огромный опыт в войнах с Римом родственника.

#### Армянская армия Тиграна

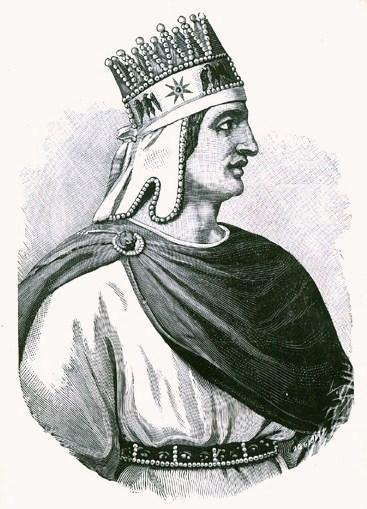
Тигран II Великий.

По численности армия Тиграна превосходила римскую. Согласно данным Аппиана она состояла из 250 тысяч пехотинцев и 50 тысячной конницы, однако, согласно мнению армянских учёных, эти данные слишком преувеличены. Ориентировочная численность армянских войск, находящихся возле Тигранакерта, согласно мнению армянских учёных составляла 70-80 тысяч человек, и она была чрезвычайно пестра по своему национальному составу, в неё входили: армяне, иберы, мидийцы, албаны, арабы — жители Адиабены и Гордиены.

#### Римская армия Лукулла

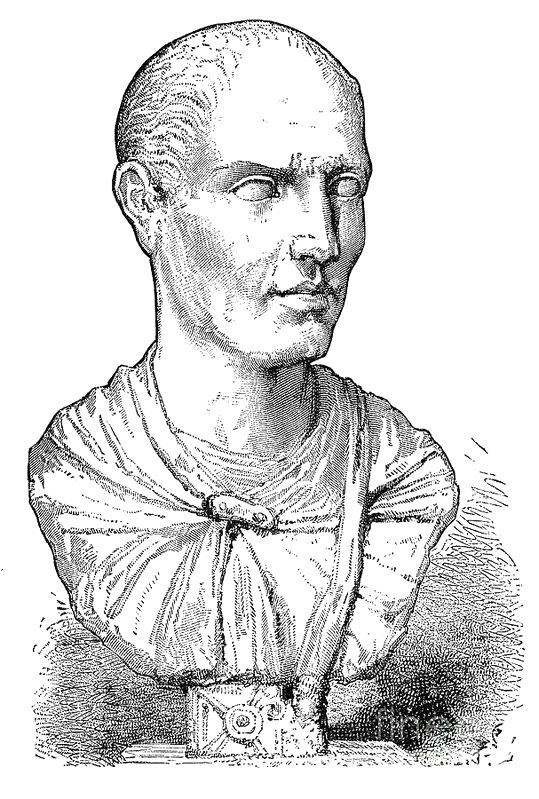
Луций Лициний Лукулл

Римская армия Лукулла в походе на Тигранакерт, по словам Аппиана, насчитывала 2 отборных легиона и 500 всадников, но, согласно мнению армянских учёных, такое маловероятно, вряд ли был бы предпринят поход в Армению с такой маленькой армией. Примерная численность римских войск перед битвой с Тиграном согласно мнению армянских учёных составляла 40—50 тысяч человек и состояла из римлян, галлов, греков и перешедших на сторону Лукулла вассальных от Тиграна народов. Однако, армия Лукулла находилась в военной кампании уже более 5 лет и Аппиан, как и Плутарх, ссылаются на военные таблицы, где численность римской армии точно указана, — на момент сражения в войске Лукулла было не более 25 000 человек.
Хотя всё это и кажется невероятным, но уже сами древние авторы давали этому сражению неизменную оценку — «Философ Антиох в сочинении „О богах“, говоря об этой битве, утверждает, что солнце ещё не видело ей подобной. По словам Ливия, римляне никогда не вступали в бой с врагом, настолько превосходящим их численностью: в самом деле, победители вряд ли составляли и двадцатую часть побеждённых.» (Plut. Luc. 28) Также вызывают интерес слова армянского царя перед началом битвы, при виде римской армии, — «если они прибыли как послы, то их пришло слишком много; если же как враги — очень мало». Однако «его развлечение продолжалось недолго, поскольку он вскоре узнал, насколько отвага и умение превосходят любую численность. После его бегства солдаты нашли и отдали Лукуллу его тиару и повязку, что были подле него; ибо опасаясь, что эти украшения могут выдать его и привести к пленению, он сорвал их и отбросил прочь.» (Dio XXXVI, 1)

### Битва
6 октября 69 года до н. э. советники Лукулла просили полководца уклониться от битвы, говоря, что это один из чёрных дней Рима, согласно им в этот день когда-то римское войско под командованием Цепиона было разбито. Лукулл не внял советам приближённых и вывел войска на изготовку. Противоборствующие армии сошлись на реке Никифория к юго-западу от Тигранакерта. Римская армия расположилась на западном берегу, тогда как армия Тиграна на восточном.
Армия римлян пошла в атаку, Лукулл приказал галльской коннице напасть на Тиграна с фронта, привлечь его внимание на себя и без сопротивления отступить. Увидев отступающих римлян, Тигран начал преследовать их, в результате преследования ряды его войска расстроились и реорганизовались. Сам же Лукулл с пешими солдатами незаметно перешёл вброд Евфрат, пройдя мимо отвлечённой армии армян, и занял возвышенность позади тяжёлой (панцирной) конницы Тиграна, после чего, воскликнув Победа наша!, повёл солдат на броненосную конницу, наказав при этом не пускать больше в ход дротиков, но подходить к врагу вплотную и разить мечом в бёдра и голени — единственные части тела, которые не закрывала броня. После столкновения с броненосной конницей, заставшего её врасплох, последняя пустилась в бегство и в беспорядке навалились на свою пехоту, началась паника и дезорганизация воинских построений. Захват холма и дальнейшая атака на стоявшую внизу панцирную конницу, которая не могла подняться на крутой холм ввиду тяжести доспехов, явился тактическим успехом и ключевым моментом во всей битве. Удар же легионов с флангов по расстроенным рядам пёстрой по национальному состав армии, которая в основном состояла из сырых рекрутов и крестьянских войск из его обширной империи, запаниковала и бежала, а римляне остались править полем..

## Итог
В этом сражении армяне потерпели тяжёлое поражение. Классические источники содержат весьма приукрашенные версии поражений, нанесённых Тиграну Лукуллом под Тигранакертом в октябре 69 года до н. э.. По свидетельству Плутарха, в одной из битв армяне потеряли «свыше сотни тысяч пехоты» и почти всю кавалерию. Однако эти цифры следует принимать с осторожностью, ввиду того, что Плутарх относился к армянскому царю с пренебрежительностью, а римские историки часто приукрашали факты и статистику.
После поражения Тиграна, несмотря на все старания Манкея, направленные на поддержание обороноспособности города, каппадокийцы подняли бунт и открыли ворота римлянам. Могучий город Тигранакерт быстро сдался римлянам, прежде всего потому, что насильно переселённые в него греки и им подобные жители вняли обещаниям Лукулла помочь им репатриироваться в родные края.
Кроме многих сокровищ победителям досталась и вся царская казна. Помимо всех прочих богатств только золотом римлянам досталось 8 000 талантов, каждый легионер получил по 800 драхм, а само взятие города было отпраздновано во всё ещё недостроенном театре Тигранакерта. Это двойное поражение имело для Тиграна роковые последствия — все завоёванные им страны: Северная Месопотамия, Кордуэна, Коммагена, Сирия и Восточная Киликия отпали от Армении и признали власть римлян. Несмотря на то, что была проиграна решающая битва, но не война, время гегемонии в регионе последнего великого эллинистического монарха «царя царей» Тиграна II подходило к концу, близился закат армянской империи.

## Интересный факт
Лукулл презирал государство Тиграна Великого, в связи с чем оскорблял последнего, отказавшись называть его общепринятым титулом «царь царей». В ответ Тигран в официальных ответах отказался титуловать Лукулла императором, как полагалось в то время.